# 日本華僑華人学会
日本華僑華人学会（にほんかきょうかじんがっかい、英語名 The Japan Society for the Studies of Chinese Overseas）は、日本の華僑・華人学の発展と、その成果の社会全体への伝達を目的として2003年に設立された学会。会長は山下清海。
総務委員会を千葉県東金市求名1城西国際大学 塩出浩和研究室内に置いている。

## 事業
- 総会・研究大会・例会等の開催、会誌・その他刊行物の発行など

## 学会誌
- 『華僑華人研究』